# Karl Dungs (Unternehmen)
Karl Dungs GmbH & Co. KG, auch bekannt als DUNGS Combustion Controls, ist ein deutsches Familienunternehmen, das Gassicherheits- und Regelungstechnik für die Heiz-, Prozesswärme- und Gasmotoren-Industrie zuliefert. Die Unternehmensgruppe wurde 1945 zunächst als Elektroinstallationsbetrieb gegründet und ist seit 1963 im Bereich der Verbrennung von Brenngasen tätig. Firmensitz von Karl Dungs ist in Urbach in Baden-Württemberg.

## Unternehmensstruktur
Die Karl Dungs GmbH & Co. KG ist ein familiengeführtes Unternehmen und wird von Karl Dungs, Daniel Dungs, Simon Dungs und Peter Herrmann geleitet. Karl Dungs hat Produktionsstandorte in Urbach, Albershausen, Birmingham, Minneapolis und Pune sowie zwölf Vertriebsniederlassungen und über 50 Vertretungen weltweit. Die HeaTec Thermotechnik GmbH mit Sitz in Albershausen ist eine hundertprozentige Tochter von Karl Dungs. Im Geschäftsjahr 2020 betrug der Umsatz 112 Mio. EUR.

## Geschichte

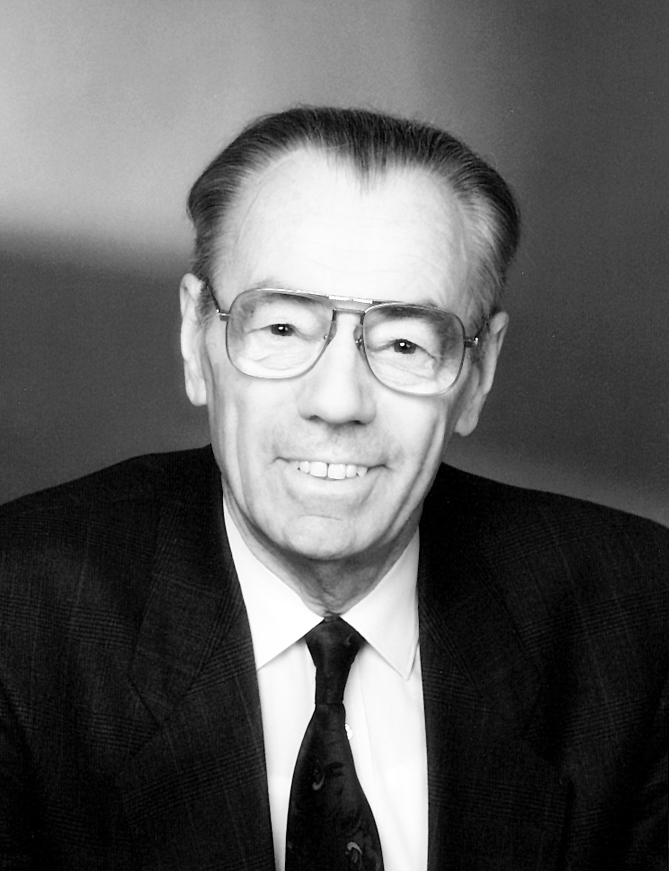
Karl Dungs (1916–1992)

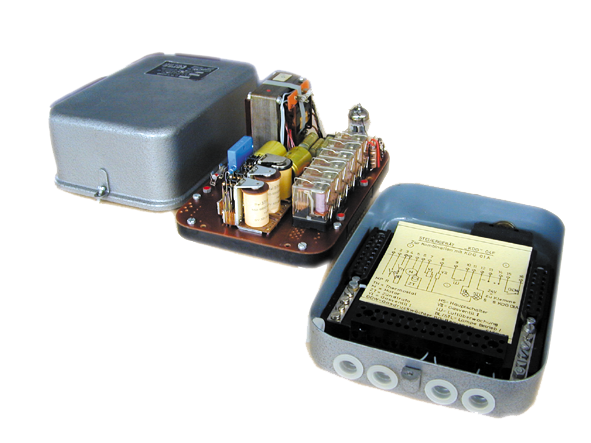
Erster TÜV-geprüfter und DVGW-zugelassener Feuerungsautomat für Gas-Gebläsebrenner (KDG = Karl Dungs Gasfeuerungsautomat)

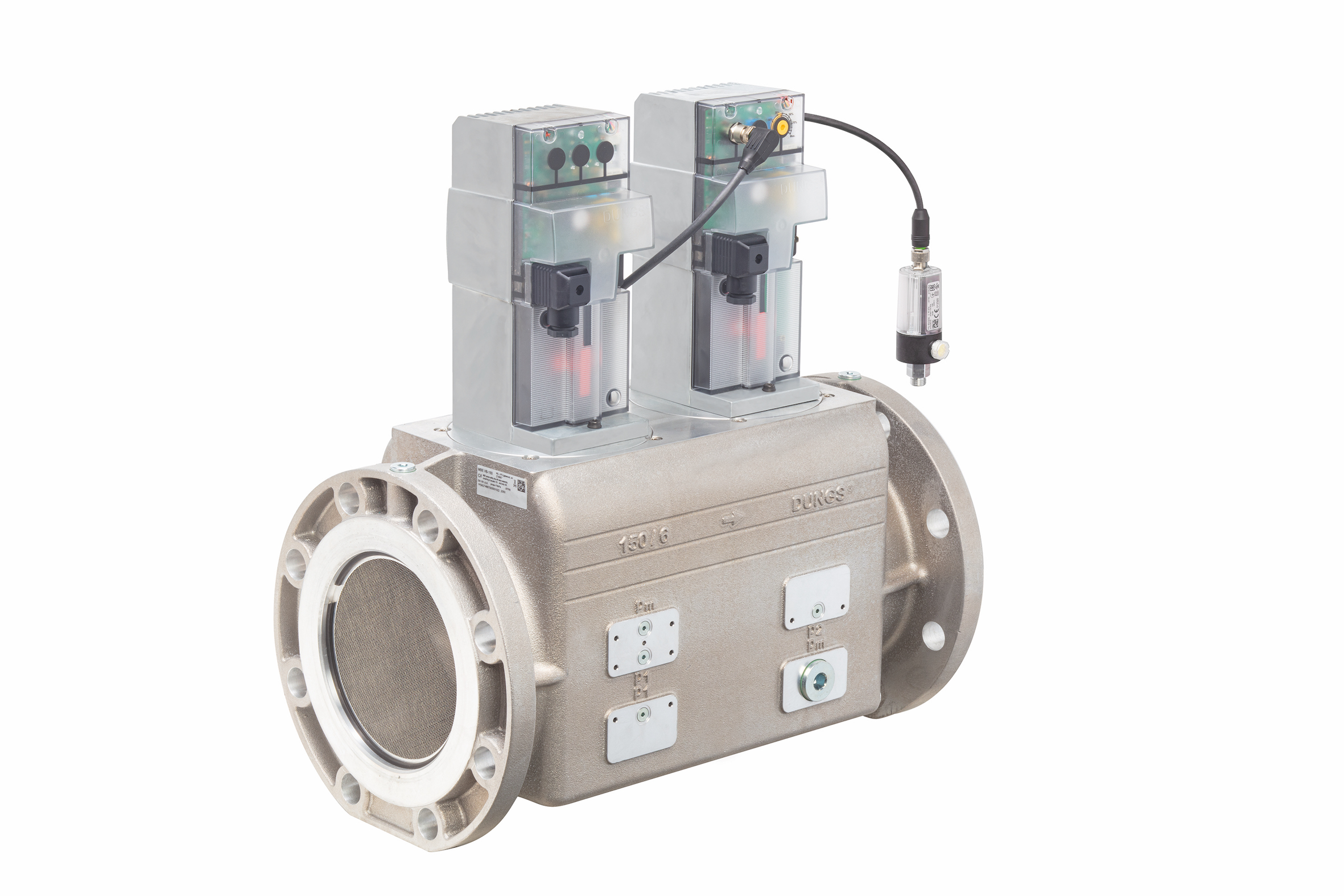
Mehrfachstellgerät für Gas, Integration von zwei Sicherheitsventilen und elektronischen Druckregler

Karl Dungs sen. (21. November 1916 – 27. Oktober 1992) gründete 1945 einen Elektroinstallationsbetrieb in Schorndorf, aus dem die heutige Unternehmensgruppe entstand. 1963 brachte Karl Dungs einen elektronisch geregelten Feuerungsautomat für Gas-Gebläsebrenner auf den Markt, womit er sein Unternehmen auf das heutige Geschäftsfeld ausrichtete. Karl Dungs gilt damit als Pionier in der Entwicklung der Gassicherheits- und Regelungstechnik. 1972 wurde die Karl Dungs GmbH & Co. KG mit Stammsitz Urbach ins Handelsregister eingetragen. Anfang der 1980er-Jahre vertrieb das Unternehmen hauptsächlich Steuer- und Regelungstechnik für Heizungsanlagen. 1985 stieg Karl Dungs jun. in das Unternehmen ein. Ende der 1980er-Jahre übernahm Dungs den Gas- und Öl-Sicherheits- und Regelarmaturenhersteller BM Controls A/S aus Hedensted in Dänemark und gründete zusammen mit dem Amerikanischen Unternehmen Eclipse Combustion, Inc. das Joint-Venture Eclipse-Dungs Controls, Inc. in Rockford (Illinois). Das Joint Venture wurde aufgelöst und Dungs gründete 1997 eine eigene Tochtergesellschaft Karl Dungs, Inc. in Blaine/MN.
Karl Dungs sen. blieb bis kurz vor seinem Tod 1992 geschäftsführender Gesellschafter. Mitte der 1990er-Jahre begann die Unternehmensgruppe eine Zusammenarbeit mit dem Schweizer Unternehmen TEM AG, einem Zulieferer für die Heizungsindustrie aus Chur in der Schweiz, der elektronische Heizungsregler und Software herstellte. Dungs übernahm 2000 die TEM AG. Die TEM AG wurde 2004 im Zuge eines Management-By-Outs verkauft. 2011 übernahm die ebm-pabst Landshut GmbH von der Karl Dungs A/S, Hedensted in Dänemark den Geschäftsbereich der Domestic Gas Controls.

## Produkte und Dienstleistungen
Dungs entwickelt und produziert Systeme in der Gassicherheits- und Regelungstechnik für die Heiz- und Prozesswärmeindustrie sowie für Gasmotorenhersteller und deren Packager. Dazu zählen unter anderem Feuerungsautomaten, Brennermanagementsysteme, Luft-Gas-Verbund-Regelsysteme, Gas-Sicherheits-Absperrventile, Gas-Sicherheits-Mehrfachstellgeräte, Gas-Filter, Gas-Druckregelgeräte, Gas-Ventilprüfsysteme, Gas- und Verbrennungsluft-Druckwächter. 2020 wurden von der DVGW-Forschungsstelle am Engler-Bunte-Institut (DVGW-EBI) des Karlsruher Instituts für Technologie (KIT) Dungs-Ventile auf Dichtheit auf den Einsatz mit Wasserstoff geprüft. Die Leckraten bewegten sich dabei im Rahmen der zulässigen Grenzwerte. Darüber hinaus bietet Dungs auch Servicedienstleistungen wie Wartung und sicherheitstechnische Begehungen an. Unter dem Namen „Combustion Academy“ betreibt Dungs einen Schulungs- und Trainingsbereich mit Webinaren, Onlineschulungen und Präsenzschulungen.

## Auszeichnungen
- Red Dot Design Award Winner 2017 für das Gas-Mehrfachstellgerät „MultiBloc MBE“[21]